# Гора «Уніяс»
Гора́ «Уніяс» — геологічна пам'ятка природи місцевого значення в Україні. Розташована на південний схід від села Антонівців Кременецького району Тернопільської області, у кв. 62, 63, вид. 5, 6, 11 Волинського лісництва.
Площа 6,3 га. Оголошена об'єктом природно-заповідного фонду рішенням виконкому Тернопільської обласної ради № 320 від 19 листопада 1984 року. Перебуває у віданні Тернопільського обласного управління лісового господарства.
Висота пагорба — 359,8 м. Під охороною: типовий останець Кременецьких гір ерозійного походження, складений переважно нижньосарматським дрібнозернистим кварцовим піском, покритим піщанистим оолітовим вапняком цього ж віку. 
Під вапняками — низка карстово-ерозійних порожнин. У порожнинах і на поверхні гори є сліди проживання давніх людей. Схил гори вкритий лісом. Об'єкт має наукове й естетичне значення.
Входить до складу Національного природного парку «Кременецькі гори».

## Цікаві факти
Біля гори проходить велосипедний маршрут №4 «Шляхами південного краю Волині» Національного парку "Кременецькі гори". Протяжність маршруту – 90 км.